# 里乌堡
里乌堡，是西班牙加泰罗尼亚巴塞罗那省的一个市镇。总面积33平方公里，总人口119人（2001年），人口密度4人/平方公里。